# Australasia (альбом)
| Оценки критиков | Оценки критиков |
| Источник        | Оценка          |
| --------------- | --------------- |
| AllMusic        | [ 3 ]           |
| Stylus          | A−              |
| Tiny Mix Tapes  | 4/5             |

Australasia — дебютный студийный альбом американской пост-метал группы Pelican из Чикаго, изданный 4 ноября 2003 года независимым лейблом Hydra Head Records.
Гитарист Тревор де Брау отметил, что из-за бюджетных ограничений сессии Australasia пришлось проводить в спешке. Студия также находилась в стадии строительства во время записи и имела несколько препятствий. Несмотря на это, критики в основном восприняли его положительно.
Трек «Drought» был использован в военном фильме 2009 года «Посланник».

## Отзывы
Альбом получил положительные отзывы музыкальной критики и интернет-изданий.
Уильям Йорк из AllMusic отметил, что «Хотя они уже выпустили одноимённый мини-альбом, который был длиннее обычных альбомов многих групп, Australasia — первый официальный полноформатный альбом чикагских арт-металлистов Pelican. Возможно, слишком легко проводить сравнения с Isis, особенно с тех пор, как Аарон Тёрнер из этой группы подписал с ними контракт и выпустил этот альбом на своём лейбле, но есть сходства: многослойные гитары, чувство динамики и экспансивный, медленно разворачивающийся подход к написанию песен. Одно из главных отличий заключается в том, что в то время как Isis используют вокал, по крайней мере, экономно, Pelican не используют вокал вообще. Другое отличие заключается в том, что их песни на самом деле смещаются в мажорную тональность на продолжительные периоды. Тем не менее, есть также много более мрачных минорных риффов, группа разделяет разницу между тяжестью в стиле Sabbath-Melvins-Neurosis и более пост-роковыми эпическими тенденциями. На этом CD шесть треков, каждый из которых длится около восьми или девяти минут, и, за исключением одной интерлюдии акустической гитары/фортепиано, на протяжении всего альбома нет большого разнообразия. Они делают в основном одно, но делают это хорошо. Australasia, скорее всего, порадует большинство поклонников растущего списка талантов лейбла Hydra Head в стиле „инструментальный металл“, а также ту подгруппу слушателей инди/пост-рока, которые интересуются металлом/хардкором, но которым, как правило, не нравится вокал».

## Список композиций
Все треки написаны Pelican.
| №                   | Название            | Длительность |
| ------------------- | ------------------- | ------------ |
| 1.                  | «NightEndDay»       | 11:15        |
| 2.                  | «Drought»           | 8:24         |
| 3.                  | «Angel Tears»       | 10:59        |
| 4.                  | «GW»                | 3:34         |
| 5.                  | «Untitled»          | 5:20         |
| 6.                  | «Australasia»       | 10:49        |
| Общая длительность: | Общая длительность: | 50:18        |

### Виниловая версия
| №  | Название      | Длительность |
| -- | ------------- | ------------ |
| 1. | «NightEndDay» | 11:15        |

| №  | Название  | Длительность |
| -- | --------- | ------------ |
| 1. | «Drought» | 8:24         |
| 2. | «GW»      | 3:34         |

| №  | Название      | Длительность |
| -- | ------------- | ------------ |
| 1. | «Angel Tears» | 10:59        |
| 2. | «Untitled»    | 5:20         |

| №  | Название      | Длительность |
| -- | ------------- | ------------ |
| 1. | «Australasia» | 10:49        |